# Nazionale maschile di pallavolo della Nuova Zelanda
La nazionale maschile di pallavolo della Nuova Zelanda è una squadra asiatica e oceaniana composta dai migliori giocatori di pallavolo della Nuova Zelanda ed è posta sotto l'egida della Federazione pallavolistica della Nuova Zelanda.

## Risultati

### Competizioni AVC
| 1975 | 7º posto        | Convocazioni |
| 1979 | 11º posto       | Convocazioni |
| 1983 | 8º posto        | Convocazioni |
| 1987 | 12º posto       | Convocazioni |
| 1989 | 12º posto       | Convocazioni |
| 1991 | 12º posto       | Convocazioni |
| 1993 | 11º posto       | Convocazioni |
| 1995 | 12º posto       | Convocazioni |
| 1997 | non qualificata | -            |
| 1999 | non qualificata | -            |
| 2001 | non qualificata | -            |
| 2003 | 14º posto       | Convocazioni |
| 2005 | 15º posto       | Convocazioni |
| 2007 | non qualificata | -            |
| 2009 | non qualificata | -            |
| 2011 | non qualificata | -            |
| 2013 | non qualificata | -            |
| 2015 | non qualificata | -            |
| 2017 | non qualificata | -            |
| 2019 | non qualificata | -            |
| 2021 | non qualificata | -            |
| 2023 | non qualificata | -            |

| 2018 | non qualificata | -            |
| 2022 | non qualificata | -            |
| 2023 | non qualificata | -            |
| 2024 | non qualificata | -            |
| 2025 | 11º posto       | Convocazioni |